# Museo Marítimo (Indonesia)
El Museo Marítimo (en indonesio: Museum Bahari) está situado en la antigua zona del puerto de Sunda Kelapa en el pueblo administrativo Penjaringan, subdistristo de Penjaringan, en Yakarta, Indonesia. El museo fue inaugurado en el interior de los antiguos almacenes de la compañía holandesa de las Indias Orientales. El museo se centra en la historia marítima de Indonesia y de la importancia del mar para la economía de la actual Indonesia.
El museo exhibe modelos de barcos de pesca marítima y otros objetos de diferentes partes de Indonesia.